# Earias carnea
Earias carnea är en fjärilsart som beskrevs av Embrik Strand 1917. Earias carnea ingår i släktet Earias och familjen trågspinnare. Inga underarter finns listade i Catalogue of Life.